# Auguste Paul Charles Anastasi

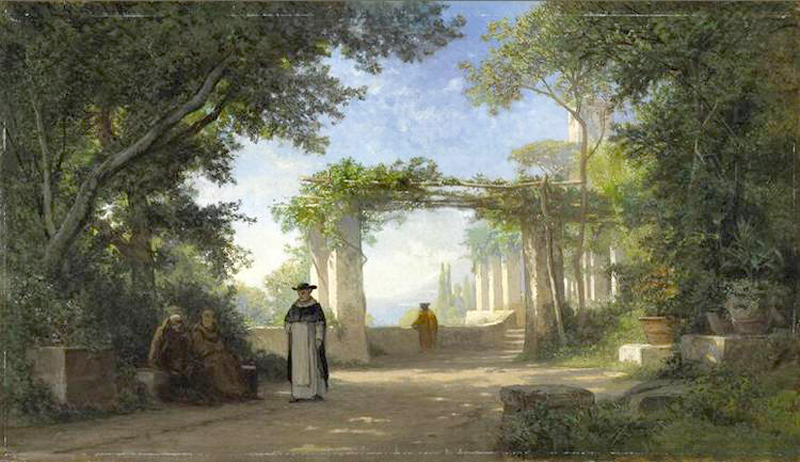
Klosterterrasse in Italien

Auguste Paul Charles Anastasi (* 15. November 1820 in Paris; † 15. März 1889 ebenda) war ein französischer Landschaftsmaler und Lithograf. 

## Leben
Auguste Anastasi studierte ab dem 5. Mai 1849 an der École des beaux-arts de Paris bei Paul Delaroche und Jean-Baptiste Corot. Als Schüler von Corot und Delaroche arbeitete Anastasi viel im Wald von Fontainebleau und in der Normandie. Er unternahm Studienreisen, vor allem nach Italien, Tirol und in die Niederlande, aus denen er viele Landschaften mitbrachte.
Er debütierte auf dem Salon von 1843. Auf dem Salon von 1848 erhielt er eine Medaille 2. Klasse für eine Landschaft und auf dem Salon von 1865 eine Medaille 3. Klasse für eine Lithografie.
Auguste Anastasi arbeitete auch als Lithograf. Er lithografierte Werke anderer Künstler für „L'Artiste“ und „Les Artistes contemporains“. 
Nachdem er 1870 erblindet war, organisierten seine Freunde am 3. März 1873 einen Verkauf seiner Werke, der eine Summe ergab, die ausreichte, um ihn bis zu seinem Tod vor Not zu schützen.